# نابرجه
نابرجه (به صربی: Nabrđe) یک منطقهٔ مسکونی در صربستان است که در ناحیه برانیچوو واقع شده‌است. نابرجه ۳۴۶ نفر جمعیت دارد.